# Dr. Muto
Dr. Muto est un jeu vidéo de plates-formes développé et édité par Midway Games, sorti en 2002 sur GameCube, PlayStation 2, Xbox et Game Boy Advance.

## Accueil
- Jeux vidéo Magazine : 15/20[1]
- Jeuxvideo.com : 13/20[2] - 7/20 (GBA)[3]